# Campeonato Femenino de la OFC 2025
La Copa de Naciones Femenina de la OFC 2025 (en inglés: 2025 OFC Women's Nations Cup) fue la décima tercera edición del principal torneo de fútbol femenino oceánico. Se disputó en Fiyi del 4 de julio al 19 de julio y contó con ocho selecciones participantes. Al igual que el torneo anterior, el torneo se celebró en Fiyi.
Papúa Nueva Guinea es el actual campeón tras haber vencido a Fiyi por 2-1 en la final de 2022.

## Organización

### Sedes
| Fiyi              | Fiyi         | Fiyi              |
| Lautoka           | Lautoka Suva | Suva              |
| ----------------- | ------------ | ----------------- |
| Churchill Park    | Lautoka Suva | HFC Bank Stadium  |
| Capacidad: 18 000 | Lautoka Suva | Capacidad: 10 000 |
|                   | Lautoka Suva |                   |

### Formato de competición
Ocho equipos participan en el torneo, que se celebra en julio de 2025 en Fiyi. En la fase de grupos, se dividen en dos grupos de cuatro equipos. Los dos primeros de cada grupo avanzan a la fase eliminatoria (cuartos de final, semifinales, eliminatorias y final) para decidir la ganadora de la Copa de Naciones Femenina de la OFC. Sin embargo, la ganadora ya no se clasificará para la Copa Mundial Femenina de la FIFA, ya que la OFC optó por organizar un torneo clasificatorio independiente.

## Equipos participantes
Los siguientes equipos ingresaron al torneo final junto con el anfitrión Fiyi.
| Equipos participantes | Equipos participantes | Equipos participantes | Equipos participantes |
| --------------------- | --------------------- | --------------------- | --------------------- |
| Fiyi                  | Islas Salomón         | Samoa                 | Tonga                 |
| Islas Cook            | Papúa Nueva Guinea    | Tahití                | Vanuatu               |

### Sorteo
El sorteo final se llevó a cabo a las 18:00 NZST del 18 de marzo de 2025 en la sede del fútbol de la OFC, Te Kahu o Kiwa, en Auckland, Nueva Zelanda. La directora general de fútbol femenino de la OFC, Ashleigh Cox, y el director de medios y comunicaciones, Matt Brown, dirigieron y presentaron el sorteo. El sorteo comenzó con el Bombo 3, donde se asignaron todos los equipos antes de pasar al Bombo 2 y, posteriormente, al Bombo 1. Los equipos se sortearon secuencialmente, quedando el primero en el Grupo A y el segundo en el Grupo B.
Los bombos fueron ordenados de acuerdo a la Clasificación mundial de la FIFA del 13 de diciembre de 2024.
| Bombo 1                                       | Bombo 2                                                | Bombo 3                        |
| --------------------------------------------- | ------------------------------------------------------ | ------------------------------ |
| Papúa Nueva Guinea (56) Fiyi (72) (Anfitrión) | Islas Salomón (87) Tonga (95) Samoa (100) Tahití (113) | Islas Cook (114) Vanuatu (121) |

## Fase de grupos
- Todos los horarios corresponden a la hora local de Fiyi (UTC+12).

     – Clasificado a semifinales.

     – Partido por el quinto puesto.

     – Partido por el séptimo puesto.

### Grupo A
| Equipo             | Pts. | PJ | PG | PE | PP | GF | GC | Dif. |
| ------------------ | ---- | -- | -- | -- | -- | -- | -- | ---- |
| Papúa Nueva Guinea | 7    | 3  | 2  | 1  | 0  | 11 | 2  | +9   |
| Samoa              | 6    | 3  | 2  | 0  | 1  | 7  | 3  | +4   |
| Tahití             | 2    | 3  | 0  | 2  | 1  | 3  | 5  | −2   |
| Islas Cook         | 1    | 3  | 0  | 1  | 2  | 1  | 12 | −11  |

| 4 de julio | Tahití     | 1:1 (0:1) | Islas Cook | Churchill Park, Lautoka                            |                                                    |
| 12:00      | K. Mai 63' | Reporte   | Rouru 28'  | Asistencia: 200 espectadores Árbitra: Torika Delai | Asistencia: 200 espectadores Árbitra: Torika Delai |

| 4 de julio | Papúa Nueva Guinea | 2:1 (1:0) | Samoa            | Churchill Park, Lautoka                            |                                                    |
| 15:00      | Kaipu 19', 40'     | Reporte   | Xev. Salanoa 84' | Asistencia: 200 espectadores Árbitra: Shama Maemae | Asistencia: 200 espectadores Árbitra: Shama Maemae |

| 7 de julio | Islas Cook | 0:3 (0:2) | Samoa                                       | Churchill Park, Lautoka                            |                                                    |
| 12:00      |            | Reporte   | Xev. Salanoa 3' · Dowsing 12' · Fischer 58' | Asistencia: 200 espectadores Árbitra: Torika Delai | Asistencia: 200 espectadores Árbitra: Torika Delai |

| 7 de julio | Papúa Nueva Guinea | 1:1 (0:1) | Tahití            | Churchill Park, Lautoka                              |                                                      |
| 15:00      | Samuel 51'         | Reporte   | Wong 45+4' (pen.) | Asistencia: 200 espectadores Árbitra: Jovita Ambrose | Asistencia: 200 espectadores Árbitra: Jovita Ambrose |

| 10 de julio | Samoa                                       | 3:1 (2:1) | Tahití    | Churchill Park, Lautoka                            |                                                    |
| 12:00       | Skeers 6' (pen.) · Kitiona 18' · Jessop 75' | Reporte   | Teore 38' | Asistencia: 200 espectadores Árbitra: Torika Delai | Asistencia: 200 espectadores Árbitra: Torika Delai |

| 10 de julio | Islas Cook | 0:8 (0:7) | Papúa Nueva Guinea                                                     | Churchill Park, Lautoka                            |                                                    |
| 15:00       |            | Reporte   | Butubu 4' · Kaipu 9', 30', 39' · Pala 14' · Kalapi 15', 70' · Padio 8' | Asistencia: 200 espectadores Árbitra: Yantama Atoa | Asistencia: 200 espectadores Árbitra: Yantama Atoa |

### Grupo B
| Equipo        | Pts. | PJ | PG | PE | PP | GF | GC | Dif. |
| ------------- | ---- | -- | -- | -- | -- | -- | -- | ---- |
| Islas Salomón | 6    | 3  | 2  | 0  | 1  | 9  | 4  | +5   |
| Fiyi          | 6    | 3  | 2  | 0  | 1  | 6  | 3  | +3   |
| Vanuatu       | 6    | 3  | 2  | 0  | 1  | 5  | 2  | +3   |
| Tonga         | 0    | 3  | 0  | 0  | 3  | 0  | 11 | −11  |

| 5 de julio | Tonga | 0:3 (0:2) | Vanuatu               | Estadio HFC Bank, Suva                                |                                                       |
| 16:00      |       | Reporte   | Simon 22', 45+3', 53' | Asistencia: 100 espectadores Árbitra: Kyllian Lelarge | Asistencia: 100 espectadores Árbitra: Kyllian Lelarge |

| 5 de julio | Fiyi                      | 3:2 (1:2) | Islas Salomón    | Estadio HFC Bank, Suva                            |                                                   |
| 19:00      | Leba 40' · Nasau 50', 63' | Reporte   | Solosaia 8', 42' | Asistencia: 803 espectadores Árbitra: Sarah Jones | Asistencia: 803 espectadores Árbitra: Sarah Jones |

| 8 de julio | Vanuatu   | 1:2 (0:1) | Islas Salomón                | Estadio HFC Bank, Suva                                |                                                       |
| 16:00      | Simon 82' | Reporte   | Pegi 18' (pen.) · Arukau 57' | Asistencia: 200 espectadores Árbitra: Kyllian Lelarge | Asistencia: 200 espectadores Árbitra: Kyllian Lelarge |

| 8 de julio | Fiyi                                          | 3:0 (1:0) | Tonga | Estadio HFC Bank, Suva                              |                                                     |
| 19:00      | Nasau 30' · Naweni 80' · Lauteau 90+8' (a.g.) | Reporte   |       | Asistencia: 599 espectadores Árbitra: Peter Olomaga | Asistencia: 599 espectadores Árbitra: Peter Olomaga |

| 11 de julio | Islas Salomón                              | 5:0 (3:0) | Tonga | Estadio HFC Bank, Suva                                |                                                       |
| 16:00       | Arukau 8', 85' · Pegi 28', 41' · David 77' | Reporte   |       | Asistencia: 200 espectadores Árbitra: Keith Kitumbing | Asistencia: 200 espectadores Árbitra: Keith Kitumbing |

| 11 de julio | Vanuatu   | 1:0 (0:0) | Fiyi | Estadio HFC Bank, Suva |                      |
| 19:00       | Simon 82' | Reporte   |      | Árbitra: Sarah Jones   | Árbitra: Sarah Jones |

## Fase eliminatoria

### Cuadro de desarrollo
|  | Semifinales        | Semifinales |                      |                    | Final        | Final        |  |
|  | 16 de julio        | 16 de julio |                      |                    | 19 de julio  | 19 de julio  |  |
|  |                    |             |                      |                    |              |              |  |
|  |                    |             |                      |                    |              |              |  |
|  | Papúa Nueva Guinea | 2           |                      |                    |              |              |  |
|  | Papúa Nueva Guinea | 2           |                      |                    |              |              |  |
|  | Fiyi               | 1           |                      |                    |              |              |  |
|  | Fiyi               | 1           |                      | Papúa Nueva Guinea | 2            |              |  |
|  |                    |             |                      | Papúa Nueva Guinea | 2            |              |  |
|  |                    |             | Islas Salomón (t.s.) | 3                  |              |              |  |
|  | Islas Salomón      | 2           | Islas Salomón (t.s.) | 3                  |              |              |  |
|  | Islas Salomón      | 2           |                      |                    |              |              |  |
|  | Samoa              | 1           |                      |                    | Tercer lugar | Tercer lugar |  |
|  | Samoa              | 1           |                      |                    | Tercer lugar | Tercer lugar |  |
|  |                    |             |                      |                    |              |              |  |
|  |                    |             |                      |                    | Fiyi         | 0            |  |
|  |                    |             |                      |                    | Fiyi         | 0            |  |
|  |                    |             |                      |                    | Samoa        | 2            |  |
|  |                    |             |                      |                    | Samoa        | 2            |  |
|  |                    |             |                      |                    |              |              |  |

|  | Quinto puesto |   |  |
|  | 14 de julio   |   |  |
|  |               |   |  |
|  | Tahití        | 0 |  |
|  | Tahití        | 0 |  |
|  | Vanuatu       | 1 |  |
|  | Vanuatu       | 1 |  |

|  | Séptimo puesto |   |  |
|  | 14 de julio    |   |  |
|  |                |   |  |
|  | Islas Cook     | 0 |  |
|  | Islas Cook     | 0 |  |
|  | Tonga          | 1 |  |
|  | Tonga          | 1 |  |

### Séptimo lugar
| 14 de julio | Islas Cook | 0:1 (0:0) | Tonga             | Estadio HFC Bank, Suva                               |                                                      |
| 15:30       |            | Reporte   | Hausia-Haugen 90' | Asistencia: 100 espectadores Árbitra: Jovita Ambrose | Asistencia: 100 espectadores Árbitra: Jovita Ambrose |

### Quinto lugar
| 14 de julio | Tahití | 0:1 (0:1) | Vanuatu   | Estadio HFC Bank, Suva                             |                                                    |
| 19:00       |        | Reporte   | Poida 28' | Asistencia: 165 espectadores Árbitra: Yantama Atoa | Asistencia: 165 espectadores Árbitra: Yantama Atoa |

### Semifinales
| 16 de julio | Papúa Nueva Guinea      | 2:1 (2:1) | Fiyi     | Estadio HFC Bank, Suva                                |                                                       |
| 15:00       | Kalapai 26' · Padio 33' | Reporte   | Leba 34' | Asistencia: 600 espectadores Árbitra: Kyllian Lelarge | Asistencia: 600 espectadores Árbitra: Kyllian Lelarge |

| 16 de julio | Islas Salomón                    | 2:1 (2:1) | Samoa          | Estadio HFC Bank, Suva                             |                                                    |
| 19:00       | Pegi 22' · B. Kitiona 33' (a.g.) | Reporte   | O. Kitiona 14' | Asistencia: 850 espectadores Árbitra: Torika Delai | Asistencia: 850 espectadores Árbitra: Torika Delai |

### Tercer puesto
| 19 de julio | Fiyi | 0:2 (0:2) | Samoa           | Estadio HFC Bank, Suva                             |                                                    |
| 15:30       |      | Reporte   | Dowsing 8', 16' | Asistencia: 400 espectadores Árbitra: Shama Maemae | Asistencia: 400 espectadores Árbitra: Shama Maemae |

### Final
| 19 de julio | Papúa Nueva Guinea | 2:3 (2:2, 1:2) (t. s.) | Islas Salomón                           | Estadio HFC Bank, Suva                             |                                                    |
| 19:00       | Padio 42', 65'     | Reporte                | Solosaia 18' · Arukau 45+3' · David 94' | Asistencia: 1150 espectadores Árbitra: Sarah Jones | Asistencia: 1150 espectadores Árbitra: Sarah Jones |

|                                   |
| Bandera de Islas Salomón          |
| Campeón Islas Salomón 1.er título |

## Estadísticas

### Tabla general
| Pos. | Equipo             | Pts. | PJ | PG | PE | PP | GF | GC | Dif. | Rend.  |
| ---- | ------------------ | ---- | -- | -- | -- | -- | -- | -- | ---- | ------ |
| 1    | Islas Salomón      | 12   | 5  | 4  | 0  | 1  | 14 | 7  | 7    | 80 %   |
| 2    | Papúa Nueva Guinea | 10   | 5  | 3  | 1  | 1  | 15 | 6  | 9    | 66,7 % |
| 3    | Samoa              | 9    | 5  | 3  | 0  | 2  | 10 | 5  | 5    | 60 %   |
| 4    | Fiyi               | 6    | 5  | 2  | 0  | 3  | 7  | 7  | 0    | 40 %   |
| 5    | Vanuatu            | 9    | 4  | 3  | 0  | 1  | 6  | 2  | 4    | 75 %   |
| 6    | Tahití             | 2    | 4  | 0  | 2  | 2  | 3  | 6  | –3   | 16,7 % |
| 7    | Tonga              | 3    | 4  | 1  | 0  | 3  | 1  | 11 | –10  | 25 %   |
| 8    | Islas Cook         | 1    | 4  | 0  | 1  | 3  | 1  | 13 | –12  | 0,08 % |

### Goleadoras
| Jugadora        | Equipo             | Goles |
| --------------- | ------------------ | ----- |
| Marie Kaipu     | Papúa Nueva Guinea | 5     |
| Leimata Simon   | Vanuatu            | 5     |
| Madeline Arukau | Islas Salomón      | 4     |
| Ileen Pegi      | Islas Salomón      | 4     |
| Ramona Padio    | Papúa Nueva Guinea | 4     |
| Cema Nasau      | Fiyi               | 3     |
| Lorina Solosaia | Islas Salomón      | 3     |
| Keren Kalapai   | Papúa Nueva Guinea | 3     |
| Narieta Leba    | Fiyi               | 2     |
| Jemina David    | Islas Salomón      | 2     |
| Lilly Dowsing   | Samoa              | 2     |
| Oteta Kitiona   | Samoa              | 2     |
| Xevani Salanoa  | Samoa              | 2     |

| Sereana Naweni      | Fiyi               | 1 |
| Tearoa Rouru        | Islas Cook         | 1 |
| Michaelyn Butubu    | Papúa Nueva Guinea | 1 |
| Phyllis Pala        | Papúa Nueva Guinea | 1 |
| Raynata Samuel      | Papúa Nueva Guinea | 1 |
| Lilly Dowsing       | Samoa              | 1 |
| Monique Fischer     | Samoa              | 1 |
| Malia Jessop        | Samoa              | 1 |
| Arianna Skeers      | Samoa              | 1 |
| Kohai Mai           | Tahití             | 1 |
| Tauhere Teore       | Tahití             | 1 |
| Kiani Wong          | Tahití             | 1 |
| Leila Hausia-Haugen | Tonga              | 1 |
| Angelina Poida      | Vanuatu            | 1 |

### Autogoles
| Jugadora        | Selección | Rival         | Anotado · Autogol |
| --------------- | --------- | ------------- | ----------------- |
| Breanna Kitiona | Samoa     | Islas Salomón | 1                 |
| Ana Lauteau     | Tonga     | Fiyi          | 1                 |

## Premios y reconocimientos
| Premio        |  | Jugadora     | Equipo             |
| ------------- |  | ------------ | ------------------ |
| Balón de Oro  |  | Ramona Padio | Papúa Nueva Guinea |
| Bota de Oro   |  | Marie Kaipu  | Papúa Nueva Guinea |
| Guante de Oro |  | Zainab Donga | Islas Salomón      |

| Premio                           | Equipo     |
| -------------------------------- | ---------- |
| Premio al Juego Limpio de la OFC | Islas Cook |